# Kľačianska Magura
Kľačianska Magura (1367 m) – szczyt w tzw. Krywańskiej części Małej Fatry w Karpatach Zachodnich na Słowacji. Wznosi się w południowym grzbiecie szczytu Suchý, oddzielony od niego przełęczą Sedlo pod Suchým. Wschodnie stoki opadają do zalesionej dolinki Pod Čiernym kameňom (odnoga Sučianskiej doliny), zachodnie do również zalesionej doliny Hoskora. Kľačianska Magura jest zwornikiem; południowy grzbiet Suchego rozgałęzia się na niej na 3 grzbiety, które niżej znów rozgałęziają się. W rezultacie na południowej stronie masywu Kľačianskiej Magury jest 7 niewielkich dolinek opadających do Kotliny Turczańskiej: Panošinská dolina, Polčenská dolina, Lipovecká dolina, Mnišia dolina, Repišťská dolina, Kľačianska dolina, Vinická dolina.
Kľačianska Magura jest całkowicie zalesiona, jedynie na jej południowym grzbiecie wyrąbano duży pas lasu na narciarski stok zjazdowy z trzema wyciągami. Mniej więcej w połowie wysokości tej trasy zjazdowej znajduje się schronisko górskie – Chata pod Kľačianskou Magurou. Obok schroniska prowadzi szlak turystyki pieszej, który jednak omija wierzchołek Kľačianskiej Magury, trawersując go po wschodniej stronie zboczami dolinki Pod Čiernym kameňom.
Szczytowe partie masywu to obszar ochrony ścisłej – rezerwat przyrody  Kľačianska Magura.

## Szlak turystyczny
Turčianske Kľačany – Chata pod Kľačianskou Magurou – Sedlo pod Suchým – Suchy. Czas przejścia 3.30 h, ↓ 2.50 h